# Kim Hnizdo
 (janvier 2024).
Kim Laura Hnizdo (née le 13 avril 1996 à Bad Homburg vor der Höhe) est une mannequin allemande. Elle est la gagnante en 2016 de l'émission de téléréalité allemande Germany's Next Topmodel.

## Biographie
Kim Hnizdo est élève de la Humboldtschule, obtient l'abitur et commence à étudier le droit à l'université Justus-Liebig de Gießen.
En mai 2016, elle est la gagnante de la onzième saison de l'émission allemande Germany's Next Topmodel. Pendant l'émission, elle reçoit des emplois de mannequin pour une publicité pour Opel et défile pour des créateurs à la Fashion Week de Shanghai. En tant que gagnante, elle reçoit un contrat avec l'agence de mannequins ONEeins, une Opel Adam et un prix en argent de 100 000 euros. Elle apparaît en couverture de Cosmopolitan.
Elle a une relation avec le mannequin Alexander Keen, qui se termine pendant l'émission. En 2017, Kim Hnizdo fait une apparition dans la série jerks. (de), dans son propre rôle. Elle apparaît lors de la finale de Germany's Next Topmodel 2017 et de Promi Shopping Queen.
Kim Hnizdo signe un contrat avec Louisa Models (de) et reçoit des emplois de mannequin pour Fiv Magazine, Rachor Magazine, Bloggingtales et Harper's Bazaar, une publicité pour le fabricant de produits capillaires Syoss et une campagne pour Longchamp. Sa sœur, d'un an son aînée, est également sous contrat avec une agence de mannequins depuis 2014.